# Suzuki SFV650
Suzuki Gladius – motocykl typu naked bike zaprezentowany przez Suzuki w 2009 roku. Główną zmianą był całkiem nowy wygląd oraz poprawiony silnik w stosunku do poprzednika SV650. Został on zaprojektowany głównie pod rynek Europejski. Otrzymał nagrodę Good Design Award.
Gladius napędzany jest sportowym silnikiem typu V-Twin z układem wtrysku paliwa, mechanizmem rozrządu DOHC i rozwidleniem cylindrów wynoszącym 90 stopni. Jego konstrukcja bazuje na sprawdzonym silniku modelu SV650, znanym z wysokiej niezawodności.

## Opis
W silniku zachowano pojemność skokową 645 cm³ oraz skok i średnicę tłoka wynoszące odpowiednio 62,6 i 81 mm. Tak samo jak w przypadku silnika SV650 stopień sprężania wynosi 11,5:1. Komory spalania obydwu cylindrów mają zwartą budowę z czterozaworowymi głowicami.
Kształt i wznios krzywek wałków rozrządu uległ zmianom, a moment bezwładności wału korbowego zwiększono o 10%. Geometria przewodów dolotowych i wylotowych oraz zwiększona pojemność układu wydechowego spowodowały zwiększenie momentu obrotowego silnika w zakresie niskich i średnich obrotów, nie ograniczając przy tym maksymalnej mocy silnika. Zakres otwarcia zaworów dolotowych wynosi 281 stopni, a ich skok 9 mm. W przypadku zaworów wylotowych zakres otwarcia wynosi 267 stopni, a skok 8,3 mm.
Proces zmiany biegów poprawiono dzięki modyfikacjom wprowadzonym w mechanizmie sterowania pracą sprzęgła oraz w synchronizatorach sześciostopniowej skrzyni biegów. Zastosowanie koła reduktora z układem kasowania luzu międzyzębnego, wprowadzenie podwójnej pokrywy sprzęgła i zębatki zdawczej pozwoliło na zmniejszenie głośności przekładni.
Węższa i wydajniejsza chłodnica cieczy oraz chłodnica oleju umożliwiły zmniejszenie masy silnika. We wnętrzu zbiornika o pojemności 14,5 litra znajduje się pompa paliwa. Przełożenie przekładni głównej wynosi 15/46.

## Dane techniczne
(średnica × skok tłoka: 81 × 62,6 mm)
- Dane według standardu WMTC: 4,2 l / 100 km[3]
- Przy 130 km/h: 4,9 l / 100 km
- Norma czystości spalin: EURO 3